# Irgalmas Anyánk-bazilika (Maribor)
Az Irgalmas Anyánk-bazilika (szlovénül: bazilika Matere Usmiljenja) egy ferences templom a szlovéniai Mariborban.

## Története
A mai templom kolostorral 1892 és 1900 között épült, és az egykori kapucinus templom helyén áll, amelyet a 17. században építettek Jakob Khiesl maribori gróf kérésére. Az egyre szaporodó zarándokok miatt a templom túl kicsi lett. Csak a sír maradt meg belőle.
Az új templom építője Kalist Heric ferences atya, a terveket Richard Jordan bécsi építész készítette, az építőmester pedig a bécsi Jožef Schmalzhofer volt.
Az épület neoromán stílusban épült. 57,5 méter hosszú, 24 méter széles és 17,5 méter magas. A templom homlokzatát két hatalmas, 58 méter magas harangtorony díszíti, melyek csúcsos tetővel és 3 méter magas aranyozott keresztekkel végződnek.
1895-ben a bécsi Franz und Georg Goessner öntöde öt 8920 kilogramm össztömegű harangokat szerelt fel a harangtoronyba.
1924-ben a hívek Mária-kegyhely iránti szeretete ismét 5, 7012 kilogramm össztömegű (415 kg, 672 kg, 950 kg, 1610 kg és 3375 kg) harangot adományozott a J&H Buhl öntödéből, 1938-ban pedig egy másik, 5855 kilogrammos harangot az Irgalmasanyja tiszteletére, amelyet G° billentyűjére hangoltak. Ez volt akkoriban Jugoszlávia legnagyobb harangja.
Ezek a harangok a második világháború áldozatai lettek, és csak a legkisebb harang maradt meg.
Az első harangok századik évfordulóján 1995-ben a Rudolf Perner öntödéből (Passau) három új harang 3700 kilogramm össztömeggel (716 kg, 1020 kg és 2014 kg) érkezett.
A templomnak három bejárata van, melyeket kőfaragással díszítettek. A leggazdagabban díszített főkapu a Mária Angyali üdvözletét ábrázoló lunettás mozaik. A rozetta feletti nyeregben az Irgalmasság Anyjának aranyozott képe áll a következő felirattal: "Mindennek, aki odaadóan belép és bizalmasan kér, légy a tenger csillaga és a halál órájában a menny kapuja, ó Mária!"